# UFC 181
UFC 181: Hendricks vs. Lawler 2 fue un evento de artes marciales mixtas celebrado por Ultimate Fighting Championship el 6 de diciembre de 2014 en el Mandalay Bay Events Center en Las Vegas, Nevada.

## Historia
Este evento fue el evento No.300 que la organización ha celebrado en toda su historia. 
El evento original contaba con una pelea por el campeonato de peso medio entre el actual campeón Chris Weidman y Vitor Belfort. Sin embargo, el 22 de septiembre, se anunció que Weidman había sufrido una fractura en la mano y la pelea fue reprogramada para el UFC 184. El nuevo evento principal contó con la revancha por el campeonato de peso wélter entre el campeón Johny Hendricks y Robbie Lawler. En su primer combate, en UFC 171, Hendricks ganó la pelea por decisión unánime.
El evento coestelar contó con una pelea por el campeonato de peso ligero entre el actual campeón Anthony Pettis y Gilbert Meléndez.
Se esperaba que Gian Villante se enfrentará a Corey Anderson en el evento. Sin embargo, Villante se retiró de la pelea citando una lesión y fue reemplazado por Jonathan Wilson. A los pocos días, se anunció que Wilson fue obligado a salir de la pelea y el recién llegado Justin Jones tomaría su lugar.
Se esperaba que Holly Holm se enfrentará a Raquel Pennington en este evento. Sin embargo, Holm se retiró de la pelea a mediados de noviembre, citando una lesión en el cuello. Holm fue reemplazada por la recién llegada a UFC Ashlee Evans-Smith.

## Resultados
1. ↑  Por el campeonato de peso wélter de UFC.
2. ↑  Por el campeonato de peso ligero de UFC.

## Premios extra
Cada peleador recibió un bono de $50,000.
- Pelea de la Noche: Sergio Pettis vs. Matt Hobar
- Actuación de la Noche: Anthony Pettis y Josh Samman